# Quỳnh Lâm (phường)
Quỳnh Lâm là một phường thuộc thành phố Hòa Bình, tỉnh Hòa Bình, Việt Nam.

## Địa lý
Phường Quỳnh Lâm nằm ở phía đông thành phố Hòa Bình, có vị trí địa lý:
- Phía đông giáp xã Độc Lập
- Phía tây giáp phường Phương Lâm
- Phía nam giáp phường Dân Chủ
- Phía bắc giáp các phường Đồng Tiến và Trung Minh.

Phường có diện tích 9,15 km², dân số năm 2020 là 7.855 người, mật độ dân số đạt 858 người/km².

## Hành chính
Phường Quỳnh Lâm có 9 tổ dân phố: 1, 2, 3, 4, 5, 6, 7, 8, 9.

## Lịch sử
Trước năm 1945, Quỳnh Lâm là một xã thuộc tổng Quỳnh Lâm, châu Kỳ Sơn. Sau Cách mạng Tháng Tám, xã Quỳnh Lâm thuộc huyện Kỳ Sơn.
Tháng 6 năm 1955, xã Quỳnh Lâm được chia thành thành 5 xã: Thống Nhất, Độc Lập, Bình Thanh, Dân Chủ, Thái Bình.
Ngày 22 tháng 1 năm 1957, Ủy ban kháng chiến hành chính Liên khu 3 quyết nghị thành lập xã Sủ Ngòi trên cơ sở sáp nhập xóm Sủ thuộc xã Trung Minh, xóm Ngòi và xóm Sủ Bến thuộc xã Dân Chủ.
Ngày 24 tháng 4 năm 1988, xã Sủ Ngòi được chuyển về thị xã Hòa Bình quản lý.
Ngày 12 tháng 1 năm 2021, Ủy ban Thường vụ Quốc hội ban hành Nghị quyết số 1189/NQ-UBTVQH14 (nghị quyết có hiệu lực từ ngày 1 tháng 2 năm 2021). Theo đó, thành lập phường Quỳnh Lâm trên cơ sở toàn bộ 9,15 km² diện tích tự nhiên và 7.855 người của xã Sủ Ngòi.